# Октябрь (производственное объединение)
ФГУП «ПО „Октябрь“» (Радиозавод) — советское и российское государственное промышленное производственное объединение, расположенное в г. Каменск-Уральский. Товарный знак — «Нейва» (Neywa).

## История
Основан в 1949 году на базе цеха завода №286 Министерства авиационной промышленности СССР. С 1949 - завод №379 МАП; с 1966 - п/я М-5204; Каменск-Уральский приборостроительный завод; с середины 1970-х в ПО «Октябрь»; с конца 1990-х ФГУП «ПО „Октябрь“».
Историческая продукция: 
- Ламповые радиовысотомеры РВ-2, РВ-УМ.
- Радиолы «Исеть», «Юность».
- Радиоприёмники Нейва, Нейва-М, Нейва-401, Нейва-402, Нейва-403, Нейва-304, Нейва РП-305, Нейва РП-204, Нейва РП-205, Нейва РП-206, Нейва РП-208, Нейва РП-208-1, Нейва РП-208-2, Нейва РП-209, Нейва РП-210, Нейва РП-211, Нейва РП-212, Нейва РП-215, Нейва РП-216, Нейва РП-218F, Нейва РП-219, Нейва РП-219F, Нейва РП-221, Дружок, Дружок-2, Оникс-401, Сигнал, Сигнал-304, Сигнал-306 «Маэстро», Сигнал-402, Сигнал-403, Сигнал-601, Сигнал РП-204, Сигнал РП-206, Сигнал РП-209, Сигнал РП-212.
- Абонентские громкоговорители Нейва АГ-301, Нейва АГ-304, Нейва АГ-305, Нейва АГ-306, пт Нейва ПТ-322, Нейва ПТ-322-1.
- Кассетные плееры «Нейва П-441С», «Дружок».[1]
- БЦВМ Ц100, Ц101, Ц102, Ц104 разработки НИЦЭВТ / НИИ «Аргон», персональные компьютеры Корвет ПК8020, ПК8010.

### Галерея

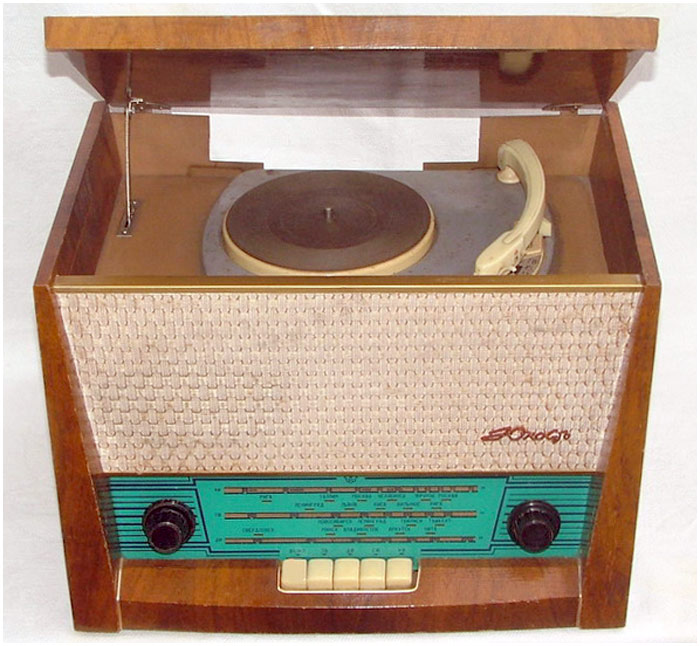
Радиола «Юность» (1958)
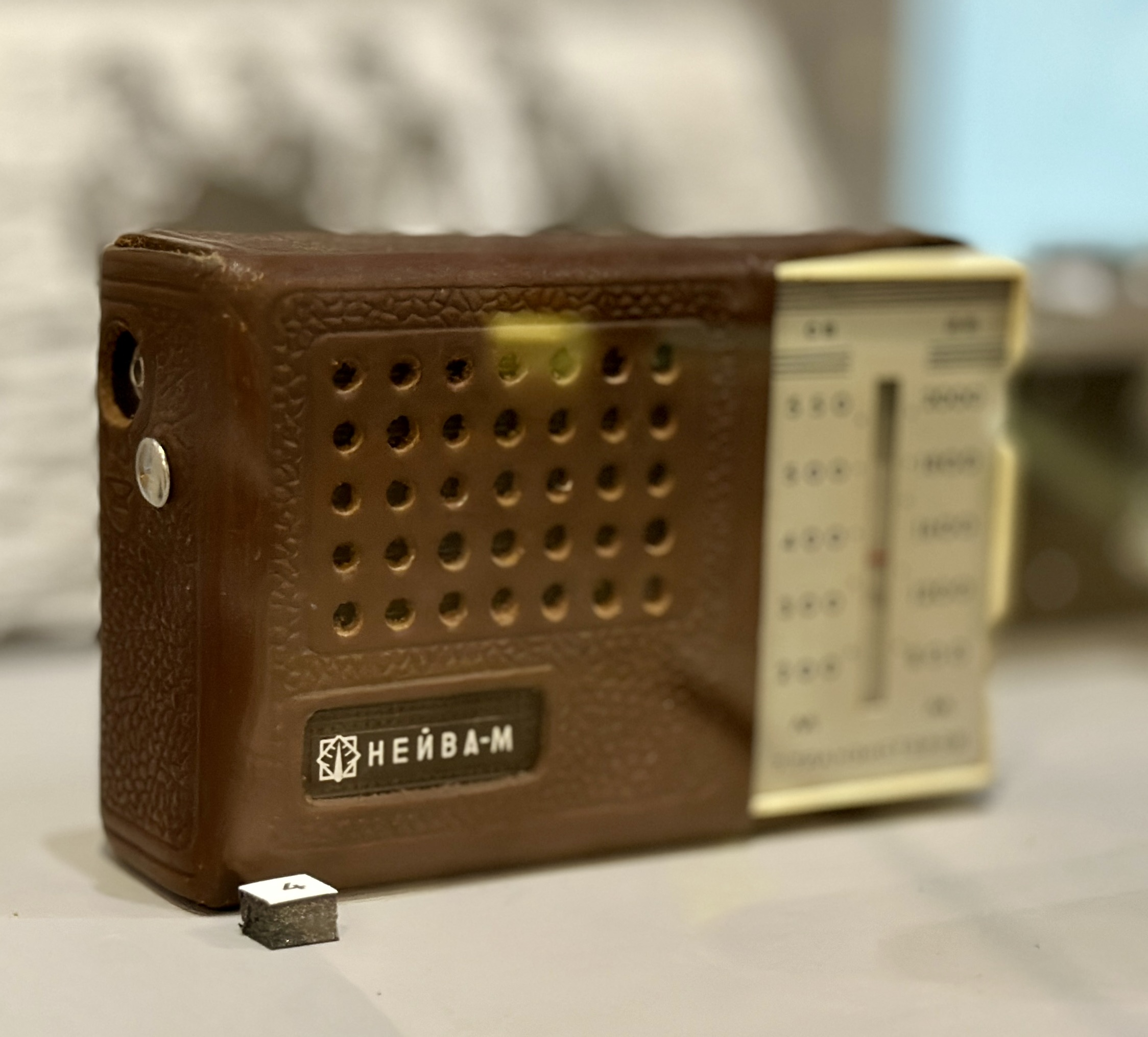
Радиоприёмник «Нейва-М» (1967)
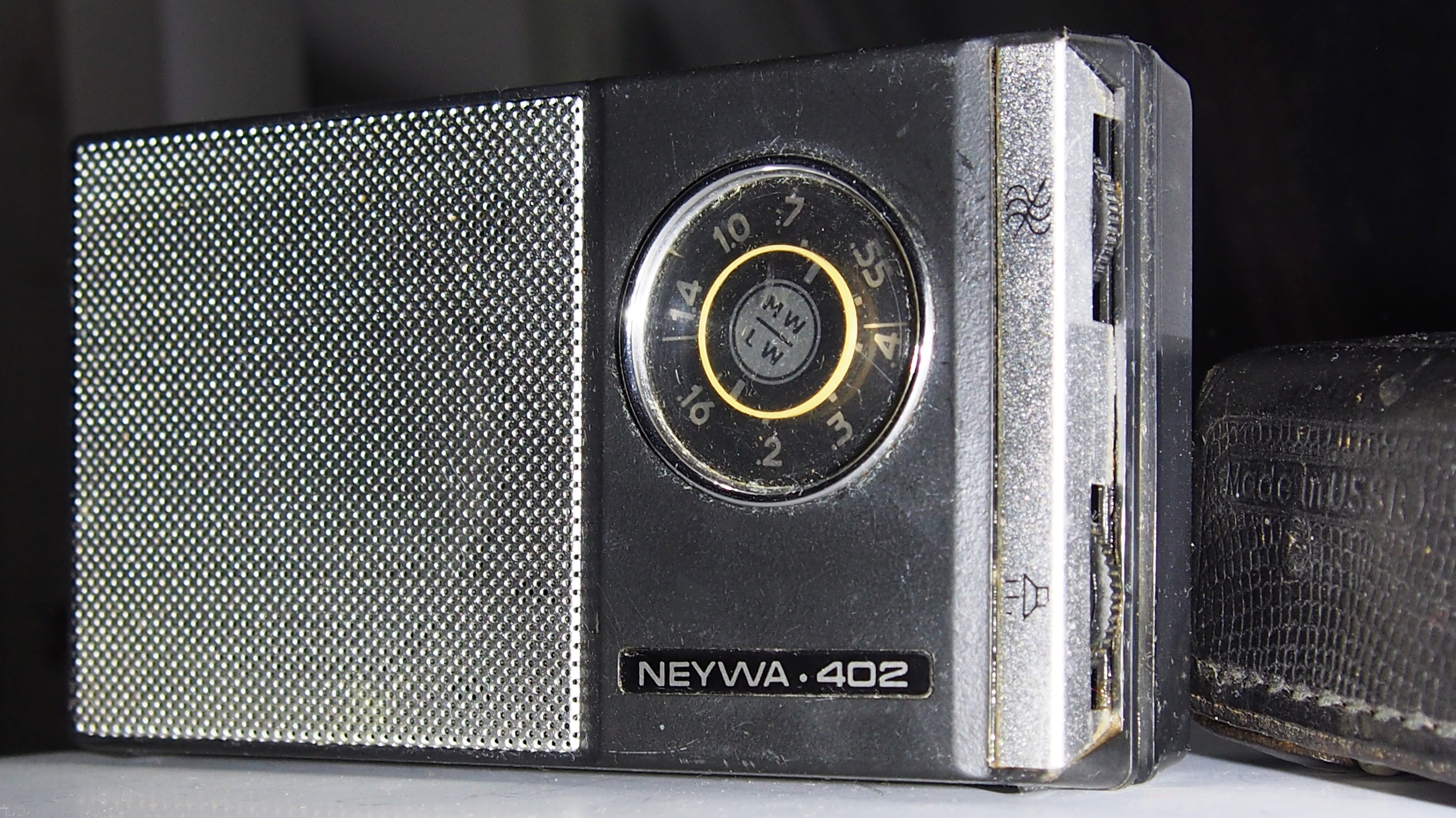
Радиоприёмник 4-го класса «Neywa-402» (1975) — супергетеродин с питанием от батареи «Крона». В комплект входит кожаный футляр с ремнём для переноски.

## Продукция
- Авиационное приборостроение (радиовысотомеры малых и больших высот (А-035, А-036, А-037, РВ-85, РВ-5М))
- Системы связи «Нейва»
- Аппаратура радиолокации
- Системы и средства безопасности движения на железнодорожном транспорте
- Аппаратура обеспечения пожарной безопасности
- Электронные товары массового спроса
- Литые детали для точного машиностроения
- Электрические соединители
- Платы печатные односторонние, многослойные и СВЧ-диапазона
- Приборы пожарной безопасности, тренажеры для пожарных
- Инвалидные коляски, медицинские приборы и оборудование

## Награды
- Орден Трудового Красного Знамени (1966) — за заслуги в создании новой техники и за успешное выполнение плана
- Орден Ленина (1975)

## Известные сотрудники
- Коломбет, Алексей Яковлевич (род. 1930) — Герой Социалистического Труда.
- Матвеева, Александра Петровна (род. 1934) — Герой Социалистического Труда.
- Рябов, Василий Петрович (1908—1989) — Герой Социалистического Труда. Первый директор (1949—1976).
- Щелконогов, Иван Васильевич (род. 1937) — Герой Социалистического Труда.